# Transactions and Proceedings of the Philosophical Institute of Victoria
Transactions and Proceedings of the Philosophical Institute of Victoria (abreviado Trans. & Proc. Philos. Inst. Victoria) fue una revista ilustrada con descripciones botánicas que fue editada por la Royal Society of Victoria. Fueron publicados 6 números desde 1854 hasta 1859. Fue precedida por Transactions of the Philosophical Society of Victoria.